# 失恋殺人
『失恋殺人』（しつれんさつじん）は、2010年の日本映画。宮地真緒主演のエロティックサスペンス。
江戸川乱歩の推理小説『妻に失恋した男』をベースに、原作には登場しない明智小五郎の妻・文代を探偵役とし、妻を愛するがあまり嫉妬に狂う男から巻き起こる奇怪な事件の愛像劇を描く。
第34回モントリオール世界映画祭の“Focus on World Cinema部門”に正式出品された。

## あらすじ
歯科医・琴浦は患者の南田収一から「妻・みや子に愛されていないのでは？」という相談を受け、明智小五郎探偵事務所に持ち込む。調査を始めた明智の妻・文代は、3人の関係に疑問を持つ。

## キャスト
- みや子：宮地真緒
- 収一（みや子の夫）：柳憂怜
- 琴浦（歯科医）：大浦龍宇一
- 歯科医院の助手：山田キヌヲ
- 明智小五郎：草野康太
- 文代（小五郎の妻）：星野真里
- 波越警部：白州本樹

## スタッフ
- 監督・脚本・編集：窪田将治
- エグゼクティブプロデューサー：藤本款
- 企画：西垣健作
- プロデューサー：山口幸彦、斉藤三保
- 撮影：根岸憲一
- 美術：畠山和久
- 録音：田邊茂男
- 音楽：ジャバラ姉妹、與語一平
- 製作：クロックワークス、キングレコード
- 制作プロダクション：FAITHentertainment
- 配給：クロックワークス